# Rita (Alton Towers)
Rita in Alton Towers (Alton, Staffordshire, UK) ist eine Stahlachterbahn vom Modell Accelerator Coaster des Herstellers Intamin, die am 1. April 2005 als Rita – Queen of Speed eröffnet wurde. Seit 2010 fährt sie nur noch unter dem Namen Rita.
Sie befindet sich im Ug Land Themenbereich des Parks und beschleunigt die Züge innerhalb von 2,5 Sekunden von 0 auf 98,3 km/h. Die Fahrt basiert auf Drag Racings, obwohl der Themenbereich eher auf Steinzeit thematisiert ist.

## Die Fahrt
Die Fahrt beginnt, indem der Zug aus der Station herausrollt und eine männliche Stimme folgenden Satz sagt: Keep your heads back and hold on tight, you must escape! … go go GO!!! (dt.: Legt eure Köpfe zurück und haltet euch fest, Ihr müsst fliehen! … los los LOS!!!). Der Zug wird innerhalb von 2,5 Sekunden von 0 auf 98,3 km/h beschleunigt und durchfährt Hochgeschwindigkeitskurven und Airtime-Hügel, bevor er die Bremsstrecke erreicht, die sich parallel zur Station befindet. Das Layout ist nahezu identisch zu Desert Race im deutschen Heidepark und zu Formula Rossa im Ferrari World der Vereinigten Arabischen Emirate, wobei letztere aufgrund der hohen Geschwindigkeit wesentlich größere Kurvenradien und ein gespiegeltes Layout besitzt. Rita erhielt oftmals schlechte Bewertungen auf Grund von zu langen Warteschlangen und einer zu kurzen Fahrdauer.

## Züge
Die Züge von Rita besitzen jeweils fünf Wagen. In jedem Wagen können vier Personen (zwei Reihen à zwei Personen) Platz nehmen. Als Rückhaltesystem kommen Schulterbügel zum Einsatz.

## Trivia
- Der Name „Rita“ ist die rückwärts gelesene Abkürzung von „Alton Towers Intamin Rocket“.